# Rumuara fasciata
Rumuara fasciata är en skalbaggsart som först beskrevs av Martins och Maria Helena M. Galileo 1990.  Rumuara fasciata ingår i släktet Rumuara och familjen långhorningar. Inga underarter finns listade i Catalogue of Life.